# 与奥斯卡·王尔德的对话
《与奥斯卡·王尔德的对话》（A Conversation with Oscar Wilde）是英国伦敦的一处献给奥斯卡·王尔德的户外雕塑，由玛吉·汉布林创作。它于1998年揭幕，形如长凳状的绿色花岗岩石棺，上端露出王尔德半身像，一只手紧握着香烟。

## 创建和揭幕
这座纪念碑最早是在20世纪80年代和90年代初，由王尔德作品的粉丝提议，其中包括德里克·贾曼。1994年贾曼去世后，成立了“奥斯卡·王尔德雕像”委员会，由杰里米·艾萨克斯领导，包括演员朱迪·丹奇和伊恩·麦凯伦爵士，以及诗人谢默斯·希尼。
有十二位艺术家提交了素描，其中有六位被选创作模型。最终玛吉·汉布林的“诙谐有趣”作品被选中。这幅作品上有一段话引用自他的戏剧《温夫人的扇子》：“我们都在阴沟里，但我们中的一些人在看星星”。数百个个人捐助者和基金会都为该项目捐款。。
雕像位于伦敦市中心西敏市，特拉法加广场和查令十字车站之间，圣马田教堂后面，于1998年11月30日揭幕。此前在1997年，在附近的国家肖像馆举办了一场展览，汇集了绘画和模型。 在此之前，1997年，由丹尼·奥斯本设计和制作的奥斯卡·王尔德纪念雕塑，在王尔德的出生地都柏林梅瑞恩广场揭幕。

## 评价

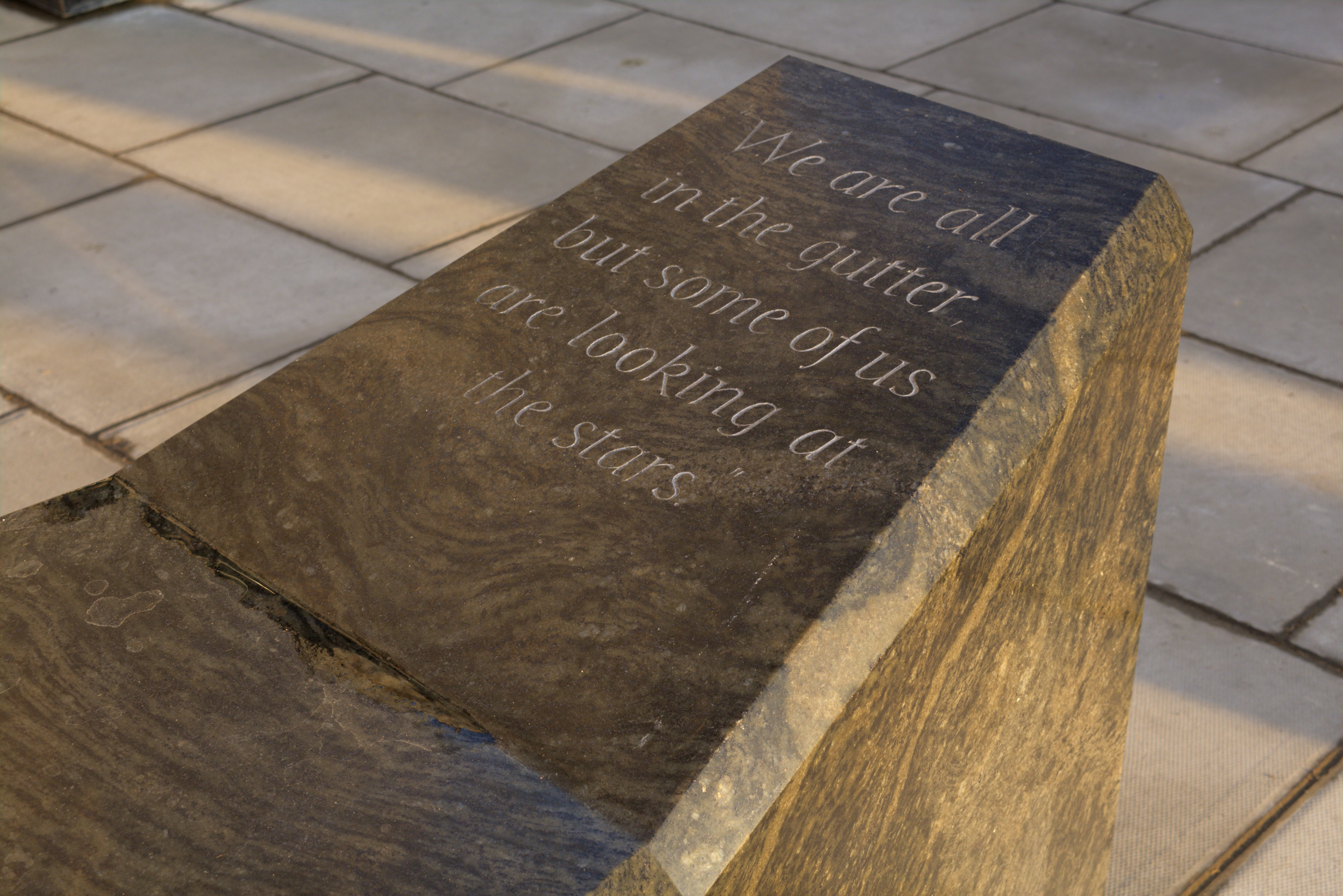
引自《温夫人的扇子》的铭文

这尊雕塑将王尔德描绘成笑着抽烟，引发了相当大的争议。 （该作品在《吸烟：全球吸烟史》中有描述）
《独立报》首席艺术评论家汤姆·卢博克虽然承认有必要在伦敦为王尔德建造一座纪念碑，并称赞该项目“真实而恰当的维多利亚时代公共精神”，但对于设计，他彻底谴责了这件作品本身，将其比作一件杜莎夫人蜡像馆的蜡像。
《电讯报》的首席戏剧评论家查尔斯·斯宾塞在表示自己喜欢这位艺术家的同时，写道他是多么讨厌她的雕塑。他写道：
 用“丑陋”这个词形容它太温和了。 [...] 这个想法相当诙谐 [...] 但王尔德的形象却令人厌恶。他看起来比道林·格雷的画像还要糟糕，像美杜莎一样蛇的头发，和卑鄙堕落的笑容。就连格言大师王尔德也可能难以用语言来形容它
这座雕塑是《奥斯卡·王尔德的复活：文化的余生》中所考虑的五件作品或事件之一，另外四件是“在诗人角为王尔德献礼一扇窗、彼得·塔切尔争取皇家特赦、1997年电影《心太羈》[...]以及他逝世一百周年的公众集会”。
卢博克和斯宾塞都尖锐地建议读者不要破坏雕塑。然而，公众多次将香烟摘下（据菲利普·阿尔达格称，香烟被锯掉） 被称为“伦敦最常见的对公共雕像的破坏/敬仰行为”的事件。